# Manon Schick
Manon Schick (* 25. Dezember 1974 in Lausanne) ist eine schweizerisch-deutsche Journalistin und Menschenrechtsaktivistin. Von 2011 bis 2020 war sie Geschäftsleiterin der Schweizer Sektion von Amnesty International. 2020 wurde sie als Leiterin des Jugendamts des Kanton Waadts berufen.

## Leben
Manon Schick wuchs in Lausanne auf. Sie interessierte sich früh für Journalismus. Mit 14 Jahren ermöglichte ihr der Westschweizer Radiomoderator Jean-Marc Richard den Einstieg in den Journalismus – sie wurde Moderatorin beim Lausanner Sender Radio Acidule. Bis 1997 absolvierte sie ein journalistisches Praktikum bei der Wochenzeitung L’Illustré. Anschliessend begann sie ein Studium der Geisteswissenschaften an der Universität Lausanne.
Die Presseberichte zur Apartheid in Südafrika sind einer der Gründe, weshalb sie sich für Menschenrechte und deren Verteidigung zu interessieren begann. Für Amnesty International engagiert sich Schick seit ihrem 22. Lebensjahr. 1995 trat sie der Organisation als Freiwillige bei. 2003 reiste sie mit Peace Brigades International nach Kolumbien und begleitete dort lokale Menschenrechtsgruppen bei ihrer Arbeit. 2004 wurde sie Mediensprecherin der Schweizer Sektion von Amnesty International, als Nachfolgerin von Catherine Morand. Drei Jahre später wurde sie Leiterin der Abteilung Medien und Lobbying.
2011 übernahm Manon Schick von Daniel Bolomey die Leitung von Amnesty International Schweiz. Sie führte die Arbeit von Bolomey fort und setzte neue Akzente, etwa bei den Themen Migration, Asyl oder der Verantwortung von Unternehmen, wo sie sich auch kontroversen politischen Debatten stellte.
Im März 2017 publizierte sie ein Buch Mes héroïnes: Des femmes qui s’engagent. Es handelt sich um Porträts von elf Aktivistinnen im Bereich der Menschenrechte.
Sie war Mitglied des Initiativkomitees der Konzernverantwortungsinitiative.